# Rozenhill
Rozenhill är ett svenskt band grundat 2005 i Märsta, utanför Stockholm.
I grunden är Rozenhill ett metal-band med rötter i den tyngre och snabbare typen av musik, såsom thrash och groove. De senaste åren har dock bandets sound riktats mer åt det melodiska hållet, med enkla låtuppbyggnader och tydliga popinfluenser.

## Biografi
Bandet släppte sin debut-demo "Oh' Seven" sent 2007. Musiken fick bra respons och ledde till skivkontrakt med österrikiska Noisehead Records.
Debutalbumet gavs ut i Europa den 27 mars 2009 och bär titeln "King Without Domain". En månad senare gavs skivan ut i Nordamerika.
I april 2009 åkte gruppen ut på en turné genom Sverige, Österrike och Serbien där de marknadsförde sitt nya album. 
Efter release-turnén 2009 hoppade dåvarande trumslagaren Johan Berglund av bandet på grund av långvarig knäskada, och Mika Määttä togs in som ny trumslagare.
Hösten 2009 hade Rozenhill tecknat ett avtal med bokningsbolaget "Moan Music Productions" och en Sverigeturné var planerad till våren 2010, senare samma år har bandet meddelat att avtalet är hävt och att samarbetet med bokningsbolaget är avslutat.
Året därefter har gruppen turnerat i Sverige, främst i Norrland där de besökte städer som Umeå och Östersund, bandet besökte även Österrike för ännu en mini-turné.
Tidigt 2011 hamnade Rozenhill och skivbolaget Noisehead Records i en konflikt där båda parterna valde att säga upp avtalet.
I samma veva valde P. Lugowsky att koncentrera sig enbart på sång i bandet för att få ökad interaktion med publiken vid livespelningar, Denis Celo togs in som ersättare på gitarr.
Senare samma år vann bandet en tävling som skivbolaget Century Media anordnat. Priset var att få spela förband till bandet Arch Enemy på deras "Khaos over europe"-turné i Stockholm. Samma år fick Rozenhill även turnera med band som Engel och Raubtier för att sedan gå in i studion och börja arbeta på sitt nästa släpp. 
EP:n "Addictive" släpptes digitalt den 31 mars 2012 och visade ett nytt Rozenhill, med annorlunda och mognare sound. Bandet har bland annat valt att implementera synthslingor och elektroniska inslag i låtarna, samt experimentera med enklare och rakare låtuppbyggnader. I samband med EP-releasen släpptes även en musikvideo till låten Addictive.

## Medlemmar
I juli 2012 blev det officiellt att sångaren och basisten Simon Hildén valde att sluta i bandet. Simons sista framträdande med bandet ägde rum den 31 augusti i Märsta, utanför Stockholm.
Oscar "Ockaz" Chicaiza tog över Simons Hildéns roll som sångare och bandet släppte "We Are Done" - första låten med den nya sättningen.
Bara en vecka efter släppet åkte Rozenhill tillbaka till Serbien för "Eastern Promises Tour" tillsammans med det serbiska bandet Sangre Eterna, där spelade de på bland annat Refuse Resist Festival i Kikinda. Efter Simon Hildéns avhopp var Rozenhill i behov av en basist och turnerade i Serbien med ett förinspelat bas-spår. De tog då kontakt med Joacim Sundvall som valde att gå med i bandet. Bandets första uppträdande med den nya sättningen ägde rum på Rock Bitch Boat, mellan Riga och Stockholm den 28 oktober 2012.
Sent 2012 valde Mika Mättää att lämna bandet för att kunna koncentrera sig på sina andra musikprojekt, hans sista spelning med Rozenhill ägde rum den 10 november 2012 på Arena satelliten i Sollentuna kommun. Efter en kort audition togs Tomas Ljunglöf in som bandets nya trumslagare och en mini-turné i Sverige stod på schemat.
Sommaren 2013 uppstod det en intern konflikt mellan bandmedlemmarna som ledde till att Mikko Mäkitalo och Rozenhill gick skilda vägar, bandet tog inte in någon ersättare och valde att fortsätta med bara en gitarrist, som en kvintett.
| Medlemmar - P. Lugowsky – sång (2005–) - Oscar Chicaiza – sång (2012–) - Denis Celo – gitarr (2011–) - Joacim Sundvall – bas (2012–) - Tomas Ljunglöf – trummor (2013–) | Tidigare medlemmar - Mikko Mäkitalo – gitarr (2008–2013) - Mika Mättää – trummor (2009–2012) - Simon Hildén – sång och bas (2005–2012) - Johan Berglund – trummor (2005–2009) |

Tidslinje

## Diskografi
Demo
- Oh' Seven (2007)

Studioalbum
- King Without Domain (2009)

EP
- Addictive (2012)

Singlar
- "Addictive" (2012)
- "We Are Done"' (2012)